# Valiato de Alepo
El valiato de Alepo (en turco otomano: ولايت حلب‎, romanizado: Vilâyet-i Halep; en árabe: ولاية حلب‎) era una división administrativa de primer nivel (valiato) del Imperio otomano, centrada en la ciudad de Alepo. 

## Historia
El valiato se estableció en marzo de 1866. Los nuevos límites de Alepo se extendieron hacia el norte para incluir las ciudades de Maraş, Antep y Urfa, en su mayoría de habla turca, lo que le dio a la provincia un número aproximadamente igual de hablantes de árabe y turco, así como una gran minoría de habla armenia.
Gracias a su ubicación geográfica estratégica en la ruta comercial entre Anatolia y el este, Alepo saltó a una gran prominencia en la era otomana, en un momento solo superada por Constantinopla en el imperio. Sin embargo, la economía de Alepo se vio gravemente afectada por la apertura del Canal de Suez en 1869, y desde entonces Damasco se alzó como un serio competidor con Alepo por el título de la capital de Siria. 
Históricamente, Alepo estuvo más unida en economía y cultura con sus ciudades hermanas de Anatolia que con Damasco. Este hecho todavía se muestra hoy con las diferencias culturales distintivas entre Alepo y Damasco. 
Al final de la Primera Guerra Mundial, el tratado de Sèvres convirtió la mayor parte de la provincia de Alepo en parte de la recién establecida nación de Siria, mientras que Francia prometió a Cilicia que se convertiría en un estado armenio. Sin embargo, Mustafa Kemal Atatürk anexó la mayor parte de la provincia de Alepo y Cilicia a Turquía en su guerra de independencia. Los árabes residentes en la provincia (así como los kurdos) apoyaron a los turcos en esta guerra contra los franceses, siendo un ejemplo notable Ibrahim Hanano quien coordinó directamente con Atatürk y recibió armamento de él. Sin embargo, el resultado fue desastroso para Alepo, porque según el tratado de Lausana, la mayor parte de la provincia de Alepo pasó a formar parte de Turquía con la excepción de Aleppo y Alejandreta; por lo tanto, Alepo fue separada de sus satélites del norte y de las ciudades de Anatolia más allá de las cuales Alepo dependía en gran medida en el comercio. Además, la división Sykes-Picot del Cercano Oriente separó Alepo de la mayor parte de Mesopotamia, lo que también perjudicó la economía de Alepo. La situación se agravó aún más en 1939 cuando Alejandreta fue anexionada a Turquía, lo que privó a Alepo de su puerto principal de İskenderun y la dejó en total aislamiento dentro de Siria. 

## Demografía
A principios del siglo XX, según se informa, tenía un área de 78 490 km², mientras que los resultados preliminares del primer censo otomano de 1885 (publicado en 1908) arrojaron una población de 1 500 000. La precisión de las cifras de población varía de "aproximada" a "meramente conjetura" según la región de la que se obtuvieron.

## Divisiones administrativas
Sanjacados del valiato, alrededor de 1876:
1. Alepo (en 1908, la kaza de Ayıntab se unió a la kaza de Pazarcık del Marash Sanjak y se convirtió en sanjak) (Alepo, İskenderun, Antakya, Belen, Idlib, Al-Bab, Yisr al-Shughur )
2. Aintab (Gaziantep, Kilis, Rumkale)
3. Cebelisemaan (Monte Simeón, Maarat an-Numan, Manbiy)
4. Marash (Kahramanmaraş, Pazarcık, Elbistan, Süleymanlı, Göksun )
5. Urfa (Sanliurfa, Birecik, Nizip, Suruç, Harrán, Raqqa)
6. Zor (más tarde se convirtió en un sanjacado independiente) (Deir ez-Zor, Ras al-Ayn)